# سونيا رييس سايث
سونيا رييس سايث (بالإسبانية: Sonia Reyes Sáez، ولدت في 30 يناير 1977، آوغسبورغ، ألمانيا) لاعبة تايكوندو إسبانية.
حصلت على ثلاث ميداليات برونزية في بطولات العالم للتايكوندو، كما حازت على ميدالية فضية وبرونزية بطولات أوروبا للتايكوندو.

## إنجازاتها

### بطولة العالم للتايكوندو
- 1999 إدمنتون  كندا:  ميدالية برونزية في وزن تحت 59 كغم.
- 2001 جيجو-دو  كوريا الجنوبية:  ميدالية برونزية في وزن تحت 59 كغم.
- 2003 غارميش-بارتنكيرخن  ألمانيا:  ميدالية برونزية في وزن تحت 59 كغم.

### بطولة أوروبا للتايكوندو
- 2000 باتراس  اليونان:  ميدالية فضية في وزن تحت 59 كغم.
- 2002 سامسون  تركيا:  ميدالية برونزية في وزن تحت 59 كغم.

## روابط خارجية
- سونيا رييس سايث على موقع TaekwondoData.com (الإنجليزية)
- سونيا رييس سايث على موقع اللجنة الأولمبية الدولية (الإنجليزية)
- سونيا رييس سايث على موقع أوليمبيديا (الإنجليزية)
- سونيا رييس سايث على موقع اللجنة الأولمبية الإسبانية (الإسبانية)